# Скаммакка дель Мурго э делл’Аньоне, Эмануэле
Эмануэле Скаммакка дель Мурго и делл’Аньоне (итал. Emanuele Scammacca del Murgo e dell'Agnone; 28 мая 1932, Катания, Сицилия — 17 февраля 2015, Катания, Сицилия) — барон, итальянский государственный деятель, дипломат.

## Образование
1956 год — окончил Римский университет с дипломом юриста.

## Биография
В 1957 году поступил на дипломатическую службу.
С 1959 года — Первый вице-консул в Нью-Йорке (США).
С 1962 года работал в Генеральном секретариате Президента Италии.
С 1964 года — Первый секретарь Посольства Италии в США (Вашингтон).
С 1966 года — в Генеральной дирекции по политическим делам МИД Италии.
С 1969 года — Генеральный консул Италии в Асмэре (Эфиопия)
С 1973 года — Начальник Первого отдела Генеральной дирекции кадров и администрации МИД Италии.
С 1975 года — и. о. Генерального консула Италии в Цюрихе (Швейцария).
С сентября 1977 года — Генеральный консул Италии в Цюрихе.
С 1979 года — Министр-советник Посольства Италии в Испании (Мадрид).
С 1980 года — заместитель руководителя дипломатического протокола Республики.
С 1984 года — руководитель дипломатического протокола Республики.
С марта 1988 года — Чрезвычайный и Полномочный Посол Италии при Святом Престоле.
С 1992 года — Чрезвычайный и Полномочный Посол Италии в Бельгии (Брюссель).
С мая 1994 года — руководитель Кабинета Министра иностранных дел Италии.
С 23 января 1995 года по 11 января 1996 года — государственный унтер-секретарь по иностранным делам.
C 9 мая 1996 года — Сенатор Итальянской Республики (XIII созыв).
С 1996 года по 1999 год — Чрезвычайный и Полномочный Посол Италии в Российской Федерации (Москва).
17 июля 1998 года присутствовал на церемонии погребения семьи Николая II в Петропавловском соборе Санкт-Петербурга.

## Награды
- Кавалер Большого креста ордена «За заслуги перед Итальянской Республикой» (27 декабря 1999 года)[6]
- Великий офицер ордена «За заслуги перед Итальянской Республикой» (2 июня 1979 года)[7]
- Орден Дружбы (Россия, 31 марта 1999 года) — за большой личный вклад в развитие российско-итальянского сотрудничества и укрепление дружбы между народами Российской Федерации и Итальянской Республики[8]

## Дипломатические ранги
- Министр-советник 2 класса (1977)
- Министр-советник 1 класса (1983)
- Посол (1990)